# Mick Waitt
Mick Waitt (ur. 25 czerwca 1960 w Hexham) – były angielski piłkarz, grający na pozycji napastnika. Obecnie trener piłkarski.

## Kariera piłkarska
Mick Waitt na początku kariery piłkarskiej był zawodnikiem prowincjonalnych klubów Calverton Rangers, Arnold Kingswell i Keyworth United. Przełomem w jego karierze był transfer do drugoligowego wówczas Notts County. Z Notts County szybko spadł do trzeciej ligi. Ogółem w ciągu trzech lat rozegrał w barwach klubu z Nottingham 88 spotkań, w których strzelił 32 bramki.
W latach 1987–1990 był zawodnikiem piątoligowego Lincoln City. W 1990 roku wyjechał do Nowej Zelandii i przez dwa lata był zawodnikiem Napier City Rovers.

## Kariera trenerska
Po zakończeniu kariery piłkarskiej w 1992 Waitt został asystentem trenera w Napier City. W latach 1993, 1995-1996 i 1997-1998 Waitt był trenerem Napier City Rovers. Z Napier City dwukrotnie zdobył mistrzostwo Nowej Zelandii w 1993 i 1998 oraz zdobył Chatham Cup w 1993 roku. W latach 1993, 1997 i 1998 był wybierany trenerem roku. W latach 1998–2004 pracował w Nowozelandzkim Związku Piłkarskim.
Był asystentem selekcjonera Kena Dugdale oraz prowadził juniorską kadrę. W latach 2002–2004 był selekcjonerem reprezentacji Nowej Zelandii. W 2002 zdobył Puchar Narodów Oceanii po zwycięstwie 1-0 z Australią. Dzięki temu Nowa Zelandia wystartowała w Pucharze Konfederacji 2003. Na turnieju we Francji Nowa Zelandia przegrała wszystkie trzy mecze z Japonią (0-3), Kolumbią (1-3) oraz Francją (0-5).
Waitt odszedł z funkcji selekcjonera w 2004 roku po przegranych eliminacjach Mistrzostw Świata 2006. Po pracy z kadrą prowadził klub Team Wellington.